# 天才学級アント・ファーム
『天才学級アント・ファーム』（原題：A.N.T. Farm）は、米ディズニーチャンネルで2011年5月6日から2014年3月21日まで放送されたテレビドラマ。日本ではディズニーチャンネルと、Dlifeで放送している。
パイロット版である "TransplANTed"はスイート・ライフ オン・クルーズのシリーズ・フィナーレ後に放送された。

## ストーリー
音楽の才能に秀でた少女チャイナは、同じく幼くして類いまれなる才能を開花させる同級生二人とともに一般の高校に通うことになる。そんな彼らが高校生顔負けのハイスクールライフを満喫しようと大奮闘する。
2013年から北米で放送されるシーズン3からはボーディングスクールに舞台が変更されることが2012年10月2日に発表された。。

## 登場人物

### 主要人物
チャイナ・パークス
演：チャイナ・アン・マクレーン/声：藤田麻美
音楽の天才。種種の楽器のほか歌唱力にも優れている。ただし、"ballet dANTser"ではトライアングルの演奏が苦手であることが判明した。
環境の変化を楽しみ、高校生活を満喫している。
オリーブ・ドイル
演：シエラ・マコーミック/声：朝田実依
記憶力の天才。一度見聞きしたものは永遠に忘れない。
フルネームはOlive Daphne Doyle。キャメロンとはロッカーが隣同士。
フレッチャー・クインビー
演：ジェイク・ショート/声：田谷隼
芸術の天才。チャイナにひそかに恋心を抱く。
レクシー・リード
演：ステファニー・スコット/声：うえだ星子
上級生。チャイナのライバルで、自分こそは学校の女王様だと考えている。チャイナが転校してくるまでは演劇で主役を射止めることが多かった。
ただし、最近ではチャイナやその知り合い（特にキャメロン）とつるむこともある。後に数学の才能があることが判明する。
キャメロン・パークス
演：カーロン・ジェフリー/声：遠藤純平
チャイナの兄。学校では兄弟ということを隠している。チャイナとは対照的に、特に才能がない。

### 主要人物の関係者
アンガス・チェストナット
演：エイディン・ミンクス/声：福井美樹
コンピューターの天才。オリーブに恋をしている。
ペイズリー・ハウンズトゥース
演：アリー・デベリー/声：石川桃子
レクシーの友達。いわゆるおバカ。
スーザン・スキッドモア
演:ミンディ・スターリング/声：
チャイナらが新しく通うことになった高校の校長。子供たちの才能を自分のことに使おうとしている。また、学校の経費を節約しようと奔走することが多い。
トロフィーを養子にすることを考え、教師らしからぬ悪知恵などで、生徒を翻弄している。
ダリル・パークス
演：フィネッセ・ミッチェル/声：滝知史
チャイナとキャメロンの父
ギブソン
演：ザック・スチール/声：
アントファームのカウンセラー兼家庭教師兼セラピスト
ワッキー

オオカミのマスコット

## エピソード
| シーズン  | エピソード数 | 初回放送日    | 最終放送日    |
| --------- | ------------ | ------------- | ------------- |
| シーズン1 | 25           | 2011年5月6日  | 2012年4月13日 |
| シーズン2 | 20           | 2012年6月1日  | 2013年4月26日 |
| シーズン3 | 17           | 2013年5月31日 | 2014年3月21日 |

### シーズン1
| #  | タイトル                                              | プロダクションコード | 全米初放送日   |
| -- | ----------------------------------------------------- | -------------------- | -------------- |
| 1  | 才能があるのもつらいよ! transplANTed                  | 101                  | 2011年5月6日   |
| 2  | クラブ活動にくらくら participANTs                     | 102                  | 2011年6月17日  |
| 3  | 呪われたロッカー phANTom locker                       | 103                  | 2011年6月24日  |
| 4  | Aなんていらない sciANTs fair                          | 106                  | 2011年7月1日   |
| 5  | 生徒会に立候補 studANT council                        | 107                  | 2011年7月8日   |
| 6  | ギブソンの恋人 bad romANTs                            | 105                  | 2011年7月15日  |
| 7  | 流行のバッグがほしい！ the informANT                  | 104                  | 2011年7月29日  |
| 8  | 恋するチャイナ replicANT                              | 108                  | 2011年8月12日  |
| 9  | キャメロンの才能 clairvoyANT                          | 109                  | 2011年8月19日  |
| 10 | 夢見るデビュー managemANT                             | 110                  | 2011年8月26日  |
| 11 | ギブソンを救え! philANThropy                          | 111                  | 2011年9月16日  |
| 12 | 絵画争奪大作戦 fraudulANT                             | 112                  | 2011年9月23日  |
| 13 | 教師オリーブ the replacemANT                          | 113                  | 2011年9月30日  |
| 14 | ミュータント・ファーム mutANT farm                    | 118                  | 2011年10月7日  |
| 15 | フォーチュンクッキーをさがせ! cANTonese style cuisine | 115                  | 2011年10月28日 |
| 16 | アント失格!? ignorANTs is bliss                       | 116                  | 2011年11月4日  |
| 17 | パーティー合戦 slumber party ANTics                   | 114                  | 2011年11月14日 |
| 18 | 夢のハリウッドへ America Needs TalANT                 | 122-123              | 2011年11月25日 |
| 19 | クリスマス大作戦 sANTa's little helpers               | 119                  | 2011年12月9日  |
| 20 | 主役はだれ？ you're the one that i wANT               | 121                  | 2012年1月20日  |
| 21 | ライブ会場に潜入！ performANTs                        | 120                  | 2012年1月27日  |
| 22 | ウソの連鎖 some enchANTed evening                     | 117                  | 2012年2月24日  |
| 23 | ビジネスは甘くない patANT pending                     | 125                  | 2012年3月2日   |
| 24 | 彼女はヴァイオレット ballet dANTser                   | 126                  | 2012年3月30日  |
| 25 | ペットロボット・ヘーゲル body of evidANTs             | 124                  | 2012年4月13日  |

### シーズン2
| #       | タイトル                                               | プロダクションコード | 全米初放送日   |
| ------- | ------------------------------------------------------ | -------------------- | -------------- |
| 1 (26)  | 映画スターがやってきた! creative consultANT            | 207                  | 2012年6月1日   |
| 2 (27)  | 赤ちゃんアント!? infANT                                | 201                  | 2012年6月1日   |
| 3 (28)  | 夢のダンス・パーティー fANTasy girl                    | 202                  | 2012年6月8日   |
| 4 (29)  | 幻が現実に? modeling assignmANT                        | 205                  | 2012年6月22日  |
| 5 (30)  | インターネットがない世界 ANTswers）                    | 206                  | 2012年6月29日  |
| 6 (31)  | アニメになったアント the ANTagonist                    | 208                  | 2012年7月6日   |
| 7 (32)  | アントリンピック endurANTs                             | 209                  | 2012年7月13日  |
| 8 (33)  | 楽しいカーニバル!? amusemANT park                      | 211                  | 2012年7月20日  |
| 9 (34)  | 友情コンテスト contestANTs                             | 212                  | 2012年8月10日  |
| 10 (35) | スキッドモア校長の秘密 confinemANT                     | 213                  | 2012年8月24日  |
| 11 (36) | IQテストの波紋 intelligANT                             | 214                  | 2012年9月7日   |
| 12 (37) | フレッチャーのラブコール significANT other             | 215                  | 2012年9月21日  |
| 13 (38) | ミュータント・ファーム パート2 mutANT farm 2           | 210                  | 2012年10月5日  |
| 14 (39) | 消えた楽器 detective agANTcy                           | 204                  | 2012年10月26日 |
| 15 (40) | みんなで宝探し scavANTger hunt                         | 203                  | 2012年11月2日  |
| 16 (41) | スターの仲間入り chANTs of a Lifetime                  | 219-220              | 2012年11月23日 |
| 17 (42) | おばあちゃん校長先生 early retiremANT                  | 216                  | 2013年1月11日  |
| 18 (43) | ブラック・ヒストリー・マンス influANTces               | 217                  | 2013年2月1日   |
| 19 (44) | フローズンヨーグルトになっちゃった！？ idANTity crisis | 221                  | 2013年4月5日   |
| 20 (45) | オリーブの恋の行方 restaurANTeur                       | 218                  | 2013年4月26日  |

### シーズン3
| #       | タイトル                                       | プロダクションコード | 全米初放送日   |
| ------- | ---------------------------------------------- | -------------------- | -------------- |
| 1 (46)  | みんなで転校！？ trANTsferred                  | 301-302              | 2013年5月31日  |
| 2 (47)  | 規則は必要？ independANTs                      | 303                  | 2013年6月7日   |
| 3 (48)  | 動物の世話は大変！ animal husbANTry            | 306                  | 2013年6月28日  |
| 4 (49)  | 新入生はスパイ志望 secret agANT                | 304                  | 2013年7月12日  |
| 5 (50)  | 過去からの訪問者 past, presANT, and future     | 307                  | 2013年7月26日  |
| 6 (51)  | 音楽の天才はどっち？ angus' first movemANT     | 305                  | 2013年8月2日   |
| 7 (52)  | 予想外の状況 unforeseen circumstANTs           | 308                  | 2013年8月9日   |
| 8 (53)  | 嘘が真実で真実が嘘 pANTs on fire               | 312                  | 2013年8月23日  |
| 9 (54)  | カラオケ対決 product misplacemANT              | 309                  | 2013年9月20日  |
| 10 (55) | 消えたマダム・グーグー uncanny resemblANTs     | 315                  | 2013年9月27日  |
| 11 (56) | ミュータント・ファーム パート3 mutANT farm 3.0 | 311                  | 2013年10月4日  |
| 12 (57) | 映画監督キャメロン feature presANTation        | 313                  | 2013年10月18日 |
| 13 (58) | ZテックがHテックに！？ finANTial crisis        | 314                  | 2013年11月15日 |
| 14 (59) | サンタを捕まえろ silANT Night                  | 310                  | 2013年12月6日  |
| 15 (60) | オリーブの失恋 unwANTed                        | 316                  | 2014年1月24日  |
| 16 (61) | 恋愛は探り合い meANT to be?                    | 317                  | 2014年2月28日  |
| 17 (62) | フレッチャーとの別れ the new york experiANTs   | 318                  | 2014年3月21日  |

## スタッフ
- 制作：ダン・シグナー

### 日本語版スタッフ
翻訳- 春山陽子
演出 - 高田浩光
録音製作 - ブロードメディア・スタジオ

## サウンドトラック
- 天才学級アント・ファーム サウンドトラック